# Kanton Ajaccio-7
Der Kanton Ajaccio-7 war von 1982 bis 2015 ein französischer Wahlkreis im Arrondissement Ajaccio, im Département Corse-du-Sud und in der Region Korsika. Sein Hauptort war Ajaccio. Vertreterin im Generalrat des Départements war zuletzt von 2014 bis 2015 Marie-Thérèse Baranovsky (DVG).

## Gemeinden
Der Kanton bestand aus einem Teil der Stadt Ajaccio (angegeben ist die Gesamteinwohnerzahl. Im Kanton lebten etwa 3900 Einwohner der Stadt) und folgenden fünf Gemeinden:
| Gemeinde      | Einwohner Jahr | Fläche km² | Bevölkerungsdichte | Code INSEE | Postleitzahl |
| ------------- | -------------- | ---------- | ------------------ | ---------- | ------------ |
| Afa           | 2.955 (2013)   | 11,84      | 250 Einw./km²      | 2A001      | 20167        |
| Ajaccio       | 67.507 (2013)  | –          | – Einw./km²        | 2A004      | 20000        |
| Alata         | 3.108 (2013)   | 30,37      | 102 Einw./km²      | 2A006      | 20167        |
| Appietto      | 1.636 (2013)   | 34,41      | 48 Einw./km²       | 2A017      | 20167        |
| Bastelicaccia | 3.657 (2013)   | 18,21      | 201 Einw./km²      | 2A032      | 20129        |
| Villanova     | 351 (2013)     | 11,25      | 31 Einw./km²       | 2A351      | 20167        |